# Saint-Hilaire, Allier

Saint-Germain-des-Fossés este o comună în departamentul Allier din centrul Franței. În 1 ianuarie 2022 avea o populație de 508 de locuitori.